# 観音寺本馬遺跡
観音寺本馬遺跡（かんのんじほんまいせき）は、奈良県橿原市観音寺町から御所市本馬に所在する縄文時代から中世にかけての複合遺跡である。京奈和自動車道大和御所道路（御所区間）の建設に伴って初めて発見され、2007年（平成19年）から2009年（平成21年）にかけて発掘調査が行われた。

## 概要
縄文時代の資料が豊富であり、その規模は県下最大級である。主に晩期中葉の篠原式期（約2800年前）の集落跡や甕棺墓による墓域、人為的に形成されたクリ林、漁のために流路に設けられたと思われる木製杭列などが見つかっている。縄文時代の平地建物の発見は珍しく、本遺跡が兵庫県淡路市の佃遺跡に次いで2例目である。
また、完形の土偶や大量の石棒類などの呪術具が複数の土器溜まりから発見されたほか、動物遺存体も検出された。